# ФК Караш Куштиљ
ФК Караш је српски фудбалски клуб из Куштиља, Вршац и тренутно се такмичи у Другој Јужнобанатској лиги Исток, шестом такмичарском нивоу српског фудбала. Боја опреме: жута/плаво жута.